# Superliga (handbal)
De Superliga is de op twee na hoogste afdeling van het Belgische herenhandbal, waaraan tien teams deelnemen. De inrichtende macht is de Vlaamse Handbalvereniging (VHV)

## Competitie

### Clubs
De clubs in de Superliga zijn:
- Sporting NeLo 2 (Neerpelt / Lommel)
- HV Arena Vzw (Helchtel-Eksel / Peer)
- HC Desselgem (Desselgem)
- Kreasa Houthalen (Houthalen)
- HHV Meeuwen (Meeuwen)
- HKW Waasmunster 2 (Waasmunster / Lokeren)
- Elita HC (Lebbeke / Buggenhout)
- HV Uilenspiegel Wilrijk (Wilrijk)
- HC Pentagoon Kortessem (Kortessem)
- HC 't Noorden (Berendrecht / Zandvliet / Lillo)
- HBC Apolloon Kortrijk (Kortrijk)
- HC Izegem (Izegem)